# (2291) Kevo
(2291) Kevo (1941 FS) – planetoida z pasa głównego asteroid okrążająca Słońce w ciągu 5,31 lat w średniej odległości 3,04 au. Odkryta 19 marca 1941 roku.